# Kraftwerk Fawley
Das Kraftwerk Fawley war ein in der südenglischen Grafschaft Hampshire nahe der Ortschaft Fawley im District New Forest gelegenes ölbefeuertes Dampfkraftwerk. Bauherr der von 1964 bis 1971 errichteten Anlage war das Central Electricity Generating Board (CEGB). Es wurde 2013 vom Eigentümer und Betreiber RWE npower, einem der Rechtsnachfolger der CEGB, aufgrund der EU-Richtlinie 2001/80/EG vom 23. Oktober 2001 zur Begrenzung von Schadstoffemissionen von Großfeuerungsanlagen in die Luft außer Betrieb genommen.
Als Wärmesenke zur Kühlung der Kondensatoren diente das Wasser des Meeresarmes Southampton Water, weswegen das Kraftwerk über keinen Kühlturm verfügt. Die Versorgung mit dem Brennstoff Schweröl erfolgte über eine Produktenleitung von der nahen Erdölraffinerie Fawley. Zusätzlich wurde ein kleiner Hafen mit einer Entladepier direkt am Kraftwerk errichtet, um Öl mit Tankschiffen anliefern zu können.

## Fawley Tunnel
Zur Anbindung an das Hochspannungsnetz wurde ein Leitungstunnel unter dem Southampton Water zur am Ostufer gelegenen Ortschaft Chilling errichtet, da eine Freileitung durch die eingeschränkte Durchfahrtshöhe den Schiffsverkehr nach Southampton behindert hätte. Der Tunnel hat eine Länge von 3,2 km und einen Durchmesser von ca. 3 Metern. Beim Bau wurden gusseiserne Tübbing-Ringe mit 12 Fuß Außendurchmesser (entspricht 3,66 m) verwendet.

## Trivia
Das Kraftwerk diente mehrfach als Drehort und Filmkulisse für Kinofilme und Werbespots. Das futuristisch gestaltete Gebäude, welches den Leitstand beherbergt, war 1975 Kulisse für das „Weltkontrollcenter“ im Film Rollerball. Im November 2015 wurden Aufnahmen für Mission: Impossible – Rogue Nation auf dem Gelände gedreht. 2017 fanden Dreharbeiten für den 2018 erschienenen Film Solo: A Star Wars Story des Star-Wars-Franchise auf dem Kraftwerksgelände statt.